# Hathliodes persimilis
Hathliodes persimilis är en skalbaggsart som beskrevs av Stefan von Breuning 1938. Hathliodes persimilis ingår i släktet Hathliodes och familjen långhorningar. Inga underarter finns listade i Catalogue of Life.